# Сланина, Донатас
Донатас Сланина (лит. Donatas Slanina; род. 23 апреля 1977, Шяуляй, Литовская ССР) — литовский баскетболист, баскетбольный тренер и администратор. Чемпион Европы 2003 года в составе сборной Литвы, чемпион Литвы (2000/01 с клубом «Жальгирис») и Польши (2006/07, 2007/08, с клубом «Проком Трефл»), самый ценный игрок финала чемпионата Польши 2006/07, участник матчей Всех звёзд Литовской баскетбольной лиги и Лиги АБК (Испания).

## Спортивная карьера
Выступал за юношеские баскетбольные сборные Литвы, принимал участие в чемпионате мира 1997 года в возрастной группе до 21 года и европейском первенстве 1998 года (до 22 лет). Профессиональную игровую карьеру начал в клубе Литовской баскетбольной лиги «Шяуляй» по ходу сезона 1996/97. Играл в этой команде до конца сезона 1998/99, после чего перешёл в «Жальгирис». В составе каунасского клуба оставался до конца сезона 2001/2, выиграв чемпионат Литвы 2000/1. В 1999, 2001 и 2002 годах играл в матчах Всех звёзд Литовской баскетбольной лиги, в том числе в 2002 году выиграв проводившийся в рамках этого мероприятия конкурс трёхочковых бросков.
В феврале 1999 года впервые выступил в составе основной сборной Литвы в рамках квалификационного матча чемпионата Европы с командой Исландии. В дальнейшем играл за сборную в чемпионатах Европы 2001 и 2003 годов, в последнем случае завоевав с командой чемпионский титул, и на Олимпийских играх 2004 года, где литовцы уступили в матче за бронзовые медали команде США. В 2003 году стал одним из членов сборной, произведённых в командоры ордена «За заслуги перед Литвой».
В 2002 году подписал контракт с клубом «Каха Сан-Фернандо» (Севилья) из высшего дивизиона чемпионата Испании. Провёл в Севилье четыре сезона, в первом из которых принял участие в матче Всех звёзд Лиги АБК. Несмотря на предложение клуба продлить контракт с литовским защитником ещё на два года, в 2006 году перешёл в польскую команду «Проком». Отыграл два года в этом клубе, оба раза завоевав титул чемпиона Польши, в 2007 году признан самым ценным игроком финальной серии плей-офф, в последнем матче которой доминировал на площадке.
В сезоне 2008/9 вернулся в Испанию, подписав контракт с клубом «Мурсия», но уже в 2009 году перешёл в клуб из Реджо-нель-Эмилии, выступавший в Серии A2 чемпионата Италии. Перед сезоном 2012/13 назначен капитаном команды и по окончании этого сезона завершил выступления.
После года в должности менеджера женского баскетбольного клуба «Шяуляй» вернулся в Реджо-нель-Эмилия как помощник главного тренера. Оставался в этой должности до 2017 года. В декабре 2020 года назначен директором мужского клуба «Шяуляй».

## Статистика выступлений

### Европейские клубные турниры
| Сезон | Команда      | Лига          | GP | GS | MPG  | FG%  | 3P%  | FT%  | RPG | APG | SPG | BPG | PFL | TOV | PPG  |
| --- | ------------ | ------------- | -- | -- | ---- | ---- | ---- | ---- | --- | --- | --- | --- | --- | --- | ---- |
| 1996/97 | Шяуляй       | Кубок Корача  | 1  |    | 26,0 | 16,7 | 25,0 | -    | 1,0 | 0,0 | 2,0 | 0,0 | 3,0 | 3,0 | 3,0  |
| 1997/98 | Шяуляй       | Кубок Корача  | 8  |    | 31,8 | 57,1 | 40,9 | 64,7 | 3,5 | 3,3 | 0,4 | 0,0 | 2,0 | 1,1 | 11,5 |
| 1998/99 | Шяуляй       | Кубок Корача  | 10 |    | 32,9 | 46,0 | 39,5 | 93,3 | 3,6 | 2,9 | 1,5 | 0,0 | 2,2 | 1,8 | 15,9 |
| 1999/2000 | Жальгирис    | Евролига      | 12 |    | 15,1 | 37,5 | 31,8 | 93,8 | 1,1 | 0,8 | 0,8 | 0,0 | 1,8 | 1,2 | 4,3  |
| 2000/01 | Жальгирис    | Евролига УЛЕБ | 12 | 9  | 28,3 | 56,5 | 55,2 | 87,0 | 3,3 | 1,0 | 0,7 | 0,0 | 2,9 | 1,2 | 14,5 |
| 2001/02 | Жальгирис    | Евролига      | 14 | 6  | 30,6 | 39,2 | 32,3 | 88,2 | 2,7 | 1,7 | 1,0 | 0,0 | 2,6 | 2,9 | 16,6 |
| 2006/07 | Проком Трефл | Евролига      | 20 | 15 | 26,0 | 43,1 | 33,7 | 89,6 | 1,8 | 1,5 | 0,8 | 0,1 | 2,7 | 0,9 | 10,9 |
| 2007/08 | Проком Трефл | Евролига      | 14 | 12 | 28,2 | 45,6 | 42,4 | 81,8 | 1,9 | 1,9 | 0,8 | 0,1 | 2,1 | 2,2 | 11,1 |
| Наведите курсор мыши на аббревиатуры в заголовке таблицы, чтобы прочесть их расшифровку Статистика приведена с сайта basketball.realgm.com |              |               |    |    |      |      |      |      |     |     |     |     |     |     |      |

### Сборная Литвы
| ЧЕ 2001 | 2 | 3.0  | 0/3   | 0.0   | 0/3  | 0.0   | 0/0 | -    | 0/0 | -     | 0.0 | 1.0 | 1.0 | 0.0 | 0.0 | 0.0 | 0.0 | 0.0 | 0  | 0.0 |
| ЧЕ 2003 | 6 | 10.0 | 10/20 | 50.0  | 9/14 | 64.3  | 1/6 | 16.3 | 1/1 | 100.0 | 0.0 | 1.5 | 1.5 | 0.2 | 1.0 | 0.2 | 0.0 | 1.2 | 22 | 3.7 |
| ДБ 2004 | 3 | 9.7  | 5/13  | 38.5  | 4/7  | 57.1  | 1/6 | 16.7 | 0/0 | -     | 0.0 | 0.7 | 0.7 | 0.0 | 0.3 | 1.0 | 0.0 | 0.7 | 11 | 3.7 |
| ОИ 2004 | 2 | 2.5  | 1/1   | 100.0 | 1/1  | 100.0 | 0/0 | -    | 0/0 | -     | 0.0 | 1.0 | 1.0 | 0.5 | 0.0 | 1.0 | 0.0 | 0.0 | 2  | 1.0 |
| Наведите курсор мыши на аббревиатуры в заголовке таблицы, чтобы прочесть их расшифровку. Данные на 10 августа 2022. |   |      |       |       |      |       |     |      |     |       |     |     |     |     |     |     |     |     |    |     |